# 메가네교 (나가사키시)

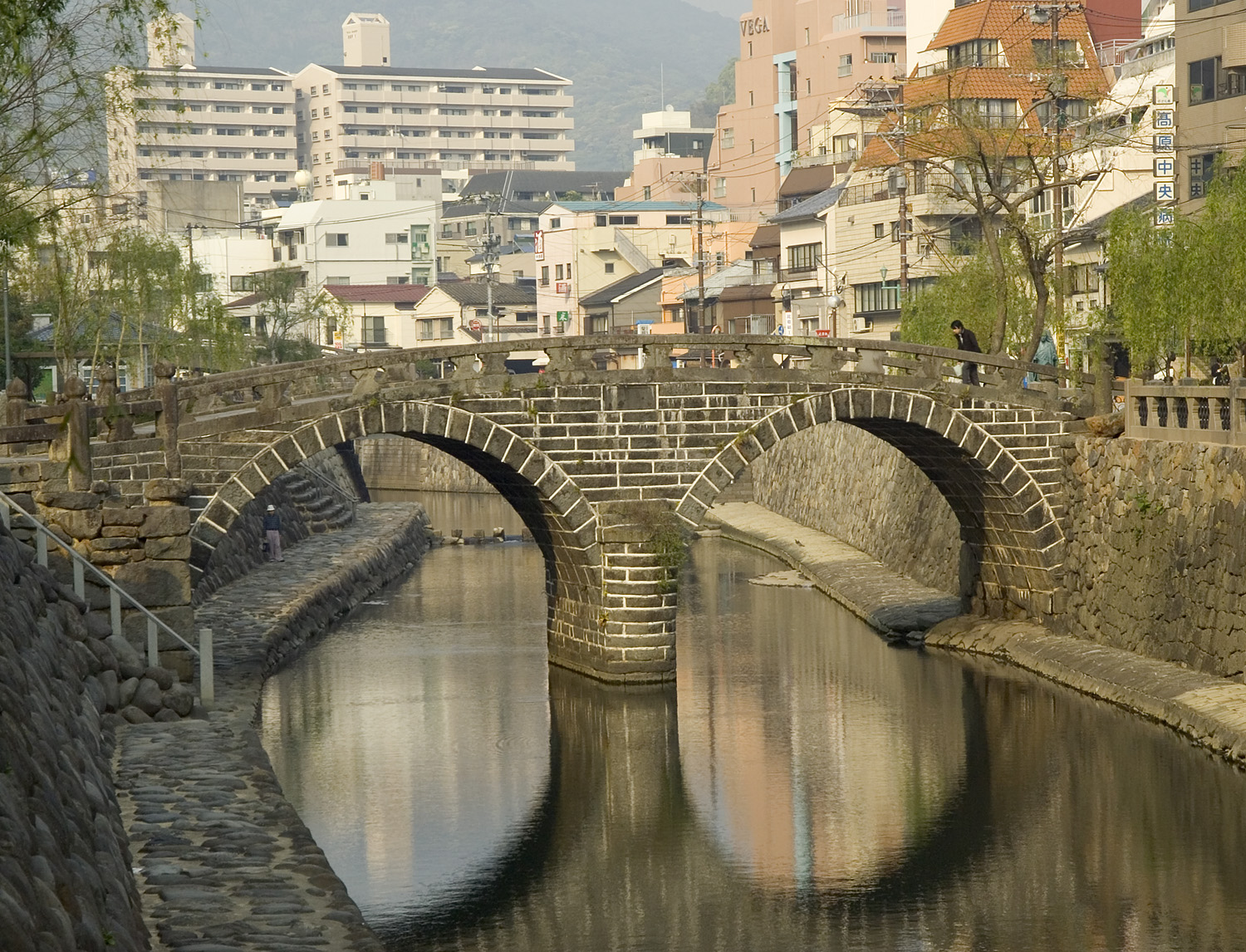
메가네교

메가네교(眼鏡橋 메가네바시[*])는 일본 나가사키현 나가사키시 나카시마 강에 가설된 석조 아치교이다. 가교 당시 류큐 왕국이었던 덴뇨 교를 제외하면 일본 최초의 석조 아치 교량이다. 1960년에 국가 중요문화재로 지정되었다.

## 참고 문헌
- 浅井建爾 (2001년 11월 10일). 《道と路がわかる辞典》 초판. 일본 실업 출판사. ISBN 4-534-03315-X.
- 宮田安 (1977.8). 《中島川遠目鏡》. 나가사키 문헌사.
- ロム・インターナショナル（編） (2005년 2월 1일). 《道路地図 びっくり!博学知識》. KAWADE 유메 문고. 가와데쇼보신사. ISBN 4-309-49566-4.